# Klaus Hasselmann
Klaus Ferdinand Hasselmann (Hamburg, 25 oktober 1931) is een Duits oceanograaf en klimaatmodelleur en voormalig directeur van het Max-Planck-Institut für Meteorologie. In 2021 ontving hij samen met Syukuro Manabe de helft van de Nobelprijs voor Natuurkunde voor hun onderzoek naar het betrouwbaar voorspellen van de opwarming van de Aarde. De andere helft ging naar de Italiaan Giorgio Parisi.

## Biografie
De in Hamburg geboren Hasselmann groeide vanaf zijn tweede levensjaar op in het Engelse Welwyn Garden City nabij Londen. De reden was dat zijn vader Erwin Hasselmann, die econoom, journalist en uitgever was, reeds vanaf de jaren 1920 politiek actief was voor de Sozialdemokratische Partei Deutschlands (SPD) in de Weimarrepubliek. Midden 1934 emigreerde het gezin naar het Verenigd Koninkrijk om te vluchten voor opkomend nazi-regime van Hitler en de vervolging van sociaaldemocraten.
Hoewel zijn ouders reeds in 1948 waren teruggekeerd naar Hamburg keerde Hasselmann pas het jaar erop terug omdat hij eerst zijn schoolopleiding in Engeland wilde afronden. Na een jaar praktijkopleiding werktuigbouwkunde bij de firma Menck & Hambrock in Hamburg ging hij vanaf 1950 natuur- en wiskunde studeren aan de Universiteit Hamburg. Deze studie rondde hij in 1955 af met een diploma natuurkunde bij vloeistofmechanicus Karl Wieghardt met een proefschrift over turbulentie. Van 1955 tot 1957 promoveerde hij aan het Max-Planck-Institut für Strömungsforschung onder Walter Tollmien en aan de Georg-August-Universität Göttingen met het proefschrift over een methode om de reflectie en breking te bepalen van schokfronten en eventuele golven van kleine golflengten op het raakvlak van twee media Hij was onderzoeksassistent van Wieghardt aan het Instituut voor Scheepsbouw aan de Hamburg universiteit (1957-1961) en assistent, later universitair hoofddocent aan het Institute for Geophysics and Planetary Physics en Scripps Institution of Oceanography aan de Universiteit van Californië - San Diego in La Jolla (1961-1964). In februari 1963 voltooide hij zijn habilitatie aan de universiteit van Hamburg.
Vanaf 1966 was Hasselmann hoogleraar en later directeur van het Institute for Geophysics and Planetary Physics aan de Hamburg Universiteit en 1967/68 gasthoogleraar aan University College van de Universiteit van Cambridge. Hij was afdelingshoofd en hoogleraar aan de Hamburg Universiteit (1969-1972) en bekleedde tegelijkertijd het Doherty-hoogleraarschap aan de Woods Hole Oceanographic Institution in Massachusetts (1970-1972). In 1972 werd hij benoemd tot hoogleraar theoretische geofysica en later benoemd tot directeur van het Instituut voor Geofysica van de Hamburg Universiteit. Van 1975 tot november 1999 was hij directeur van het Max-Planck-Institut für Meteorologie (MPI-M) in Hamburg en van 1988 tot 1999 wetenschappelijk directeur van het Deutschen Klimarechenzentrum (Duits klimaatrekencentrum) in Hamburg.

## Wetenschappelijk werk
In de jaren zestig deed Hasselmann ook onderzoek naar stochastische niet-lineaire interacties tussen oceaangolven (en andere golfverschijnselen in de geofysica), die hij storingstheoretisch met de methode van Feynmandiagrammen behandelde. In 1976 ontwikkelde hij een stochastisch klimaatmodel (Hasselmann-model) waarin willekeurige fluctuaties vergelijkbaar met die in Brownse beweging (en precies zoals daar beschreven met de Langevin-vergelijking of zijn uitbreidingen) zorgen voor de variabiliteit van het klimaat. Stochastische klimaatmodellen zijn een krachtig hulpmiddel om de complexe dynamica van klimaatmodellen en daarmee ook die van het klimaat beter te begrijpen.
In de wetenschap van de opwarming van de aarde is hij de auteur die van 1991 tot augustus 2001 de meeste referenties per publicatie ontving. Hasselmann heeft een aantal belangrijke wetenschappelijke bijdragen geleverd aan klimaatonderzoek. Hij ontwikkelde onder meer wetenschappelijke methoden waarmee de specifieke vingerafdrukken van natuurverschijnselen en menselijke activiteiten op het klimaatsysteem kunnen worden bepaald. Deze methoden werden vervolgens door klimatologen gebruikt om te bewijzen dat de opwarming van de aarde grotendeels werd veroorzaakt door antropogene uitstoot van koolstofdioxide. Zijn publicatie uit 1979 "Over het signaal-tot-ruisprobleem in atmosferische responsstudies" wordt achteraf gezien als een cruciale stap in de richting van het aantonen van menselijke invloed op de opwarming van de aarde. 
De klimaatonderzoeker Benjamin D. Santer, die in de jaren negentig onder leiding van Hasselmann werkte aan het Max Planck Instituut voor Meteorologie, verklaarde dat het werk "zijn tijd ver vooruit" was, zozeer zelfs dat hij het op dat moment niet begreep. De kerngedachte achter dit werk, geïnspireerd door signaalverwerking, was dat zowel klimaatonderzoekers als communicatie-ingenieurs worden geconfronteerd met het probleem van het detecteren van een signaal uit de ruis in de gegevens (veroorzaakt door interne variabiliteit in klimaatonderzoek), dat wil zeggen externe invloeden op het klimaatsysteem, zoals de zon, vulkanische activiteit of door de mens veroorzaakte uitstoot van broeikasgassen. Hoewel dergelijke methoden voor het scheiden van signalen en ruis al waren ontwikkeld, waren ze aanvankelijk grotendeels onbekend bij klimaatonderzoek.
Hasselmann heeft ook bijgedragen aan het schrijven van het eerste, tweede en derde beoordelingsrapport van het Intergovernmental Panel on Climate Change (IPCC).
Hasselmann hield zich ook bezig met economische modellen. In de jaren negentig ontwikkelde hij een model van elementaire deeltjes, dat hij het 'metron'-model noemde, geïnspireerd door zijn preoccupatie met niet-lineaire golven, als solitonen in de theorieën van Kaluza-Klein, waar de kwantummechanica deterministisch wordt beschreven als de theorie van verborgen variabelen. In 2021 verklaarde hij dat hij nog gedeeltelijk actief was als natuurkundige, en dat het nog steeds bijzonder belangrijk voor hem was om de natuurkunde te revolutioneren. Vooral het vinden van de zogenaamde wereldformule blijft voor hem een 'levenswerk'.

## Erkenning
Hasselmann heeft in zijn carrière een aantal prijzen gewonnen. Hij ontving de 2009 BBVA Foundation Frontiers of Knowledge Award in Climate Change; in januari 1971 de Sverdrup-medaille van de American Meteorological Society; in mei 1997 de Symons Memorial Medal van de Royal Meteorological Society en in april 2002 de Vilhelm Bjerknes-medaille van de European Geophysical Society. Samen met Syukuro Manabe ontving hij in 2021 de Nobelprijs voor natuurkunde "voor baanbrekende bijdragen aan het begrip van complexe fysieke systemen", met name "voor de fysische modellering van het klimaat op aarde, het kwantificeren van variabiliteit en het betrouwbaar voorspellen van de opwarming van de aarde". De twee wetenschappers delen de helft van de prijs, de andere helft ging naar Giorgio Parisi.
- Bibsys: 90302595
- Bibliothèque nationale de France: cb122845641 (data)
- DBLP: 156/3272
- Gemeinsame Normdatei: 105309052
- International Standard Name Identifier: 0000 0000 8130 0769
- Library of Congress Control Number: n85042544
- Mathematics Genealogy Project: 104772
- Nationale Bibliotheek van Tsjechië: xx0283731
- Nationale Bibliotheek van Israël: 987007363904605171
- ORCID: 0000-0002-8501-1387
- SNAC: w68m0cfw
- Système universitaire de documentation: 145594920
- Virtual International Authority File: 311257778